# Klučov (ort i Tjeckien, Mellersta Böhmen)
Klučov är en ort i Tjeckien.   Den ligger i regionen Mellersta Böhmen, i den centrala delen av landet, 30 km öster om huvudstaden Prag. Klučov ligger 208 meter över havet och antalet invånare är 820.
Terrängen runt Klučov är platt. Runt Klučov är det ganska glesbefolkat, med 45 invånare per kvadratkilometer. Närmaste större samhälle är Český Brod, 4,2 km sydväst om Klučov. Trakten runt Klučov består till största delen av jordbruksmark.